# Avahi peyrierasi
Espèce
Statut de conservation UICN

 VU A3cd; B1ab(i,iii) : Vulnérable
Avahi peyrierasi est une espèce de primates de la famille des Indriidae. Comme tous les lémuriens, cette espèce est endémique de Madagascar.

## Répartition et habitat

Aire de répartition dAvahi peyrierasi

Cette espèce est présente dans le sud-est de Madagascar. Elle vit dans les forêts tropicales humides de plaine et de montagne.